# Соціологія освіти
Соціологія освіти — галузь соціології, що вивчає освіту як соціальний інститут, її функції в суспільстві та взаємозв'язок з іншими інститутами. Сучасна соціологія освіти досліджує освіту як багаторівневу систему, що функціонує в чотирьох основних і взаємопов'язаних формах:
1. як процес формування знань у індивідів, залучених до тієї чи іншої ланки освіти;
2. як процес зміни суспільної свідомості;
3. як фактор соціалізації особистості, її виховання;
4. як своєрідна феноменологія особистісної свідомості.

Соціологія освіти орієнтується на окремі положення загально соціологічних теорій (наприклад, структурного функціоналізму або теорії конфлікту), а також на розробку і використання власних теорій освіти, які дозволяють аналізувати особливості цього утворення через його структуру, соціальні процеси та взаємодію.
Окрім соціології, освіту вивчають так само в рамках педагогіки, психології, філософії, історії та економіки.

## Об'єкт та предмет соціології освіти
Об'єкт соціології освіти:
1. Освіта, як одна із підсистем суспільства у всій сукупності її взаємодії з іншими підсистемами суспільства.
2. Освіта, як соціальний інститут у взаємодії з іншими інститутами суспільства.
3. Взаємозв'язок освіти та суспільства в цілому.

Предмет соціології освіти — взаємодії компонентів освіти, а також взаємодія їх із суспільством в усіх сторонах і рівнях, тобто широке коло соціально-освітніх відносин, в які вступають соціальні суб'єкти в процесі навчання. Сюди входить: стан і динаміка соціокультурних та соціально-психологічних процесів у сфері освіти; система взаємодії освіти з іншими сферами суспільного життя; механізми, технологія, характер, спрямованість навчальної діяльності.

## Історія соціології освіти
Соціологія освіти виникла на початку XX ст. Біля витоків її стоять Макс Вебер, Еміль Дюркгейм, Джон Дьюї, Талкотт Парсонс, хоча дослідження, присвячені освіті, проводилися і раніше. Вони заклали методологічні основи даної галузі соціології. Вихідними тут можна виділити концепції соціальної стратифікації, поділу праці, соціалізації особистості.

### Теоретичні передумови
Науково-ідейні передумови для соціології освіти склалися вже у XIX столітті, серед них:
- визнання значущості соціального середовища для пояснення індивідуально-психологічних і культурних відмінностей у людей;
- віра в те, що особистісні якості людей можуть бути виправлені цілеспрямованими засобами середовища;
- розгляд загальної освіти як рушій соціального прогресу та метод «удосконалення» людини.

Увага до питань освіти особливо посилилася на рубежі XIX—XX століть під впливом таких об'єктивних факторів: зсув пріоритетів в економіці від аграрного до індустріального сектора в країнах Європи і США, що призвело до міграції сільського населення в міста та зростання потреби підприємців у персоналі зі спеціальними навичками. Подібні зміни призвели до зрушень у соціальній структурі та загострення соціальної фрустрації. Доступ до освіти опинився у центрі соціальної боротьби і наукових дискусій, у результаті яких була визнана доцільність масової освіти і активізувались соціальні дослідження школи.
Питання щодо освіти наприкінці XIX століття були підняті у книзі «Освіта: інтелектуальна, моральна та фізична»(1912 р.)та у серії статей соціологом Гербертом Спенсером. Спенсер доводив, що освіта відіграє роль забезпечення ефективного контролю над життям людини. Він поставив проблему порівняльної цінності різних систем передачі знання, для вирішення якої запропонував «природний метод освіти». Цей метод ґрунтувався на ідеї подолання диктату держави і на розвитку вільної та доцільної системи освіти.

### Зародження та розвиток соціології освіти
Відокремлення соціології освіти як галузі соціології у великій мірі пов'язано з працями Еміля Дюркгайма. Будучи професором педагогіки, він цікавився зв'язками соціальних інститутів, розглядаючи взаємозалежність їх функцій і структур. Наприкінці 1890-х років в університеті Бордо і на початку XX століття в Сорбонні Дюркгайм читав для вчителів цикли соціологічних лекцій про освіту, видані пізніше у вигляді серії книг і збірок. У серії лекцій «Суспільство і освіта» він зазначав, що економіка і політика залежать від освіти, яка готує індивідів до певних ролей у суспільстві. У роботі «Моральна освіта» Дюркгайм говорив про функції школи у суспільстві, головна з яких — передача і зміцнення моральних цінностей, які є основою соціального порядку.
У Німеччині особливий поштовх розвитку цієї науки дали роботи Макса Вебера. Заслугою Вебера вважається розробка проблем взаємодії соціальних інститутів і теорії бюрократії, на основі яких став можливий принципово новий аналіз школи як соціальної системи.
Карл Маркс показав зв'язок змісту і функцій освіти з класовою структурою суспільства. Дюркгейм вважав, що освіта є одним із способів передачі підростаючим поколінням цінностей панівної культури. Згодом Ренделл Коллінз показав, який вплив різних статусних груп на розвиток освіти, на формування її стандартів. Американський соціолог Талкотт Парсонс з позицій структурного функціоналізму проаналізував роль шкільного класу як специфічної соціальної системи.
Особливо популярною соціологія освіти ставала у США. Один з керівників національної системи освіти США Вільям Т. Харріс вже в 1893 році стверджував, що ніяка філософія освіти, тобто діяльність по висуненню цілей і обґрунтуванню громадського сенсу освіти, неможлива без опори на соціологію. Американське соціологічне товариство намагалося в своїх офіційних виданнях переконати працівників освіти у визнанні школи не просто як місця, де відбувається передача знань, але як соціального процесу, організація і процедури якого вимагають соціологічного обґрунтування.
Американські соціологи пояснюють особливу увагу до соціальних аспектів освіти в США наприкінці XIX — на початку XX століття і більш швидкий розвиток нової галузі трьома головними обставинами:
- держава тут була більшою мірою зацікавлена в розвитку вільної громадської освіти;
- американців відрізняє особлива віра у цінність освіти як головного засобу демократичного громадського устрою;
- промислові кола США усвідомлювали роль науково-технічного прогресу і енергійно сприяли його прискоренню, робили великі інвестиції в систему освіти.[4]

У Стенфордському університеті у 1898 році Едвард О. Росс започаткував курс «Соціологія для вчителів», а з 1901 року там же Девід Снедден запропонував курс «Освіта і суспільство». В Університеті Кларка в 1902 році Дж. Стенлі Холл читав «Соціологію освіти». До 1914 року в США вже 16 вищих навчальних закладів пропонували курси «освітня соціологія», а в 1916 році Колумбійський Учительський коледж створив відділення освітньої соціології під керівництвом Девіда Снеддена. Перший підручник з соціології освіти був написаний Уолтером Смітом і Девідом Снедденом з позицій концепції «соціальної освіти» і виданий у 1917 році.
У 60-70-ті роки в країнах Заходу різко зростає інтерес до соціології освіти у зв'язку з відставанням функціонуючих систем освіти від вимог науково-технічної революції. Саме тоді було піднято питання про кризу освіти. Посилюється увага до даної проблеми у 80-ті роки. І пов'язано це насамперед з соціальними проблемами безперервної освіти. В даний час проблеми соціології освіти досить активно розробляються в країнах, що розвиваються, де досліджується роль освіти у подоланні їх економічної і культурної відсталості.

### Теоретичні течії

#### Інституціоналізм
З позицій інституціоналізму, освіта збільшує шанси суспільства на виживання, оскільки прямо не тягне за собою зміну класової структури або перебудову в організації влади, а, значить, скорочує людські витрати на шляху суспільного прогресу.
В інституціональному підході вперше як центральні проблеми соціології освіти були позначені ті категорії, які допомагають відтворити загальнонаукову концептуальну модель освіти, а саме: функції освіти та їх динаміка, суб'єкти в освіті, організаційна структура освіти, роль освіти в суспільному відтворенні, санкції, що використовуються в освіті, та джерела опору змінам.
Освіта розглядається як частина більш широкого соціального процесу, тобто узагальнення динамічних характеристик школи як соціальної системи і, в перспективі, дозволяє виявити закономірності її розвитку і вийти за рамки педагогічних та психологічних оцінок її проблем.
 «Освіта виходить далеко за рамки контексту міжособистісних відносин у класі. Найбільш важливим є інституціональне оточення … Школи не можуть бути зрозумілі у відриві від соціальних сил, що впливають на них, у відриві від історичної боротьби, суперництва і об'єднання, з яких і виникає нинішній характер шкіл. Освітні структури, таким чином, не є автономними, а є історичним продуктом боротьби цінностей серед домінантних інституційних груп». 
Кожне явище зі сфери освіти отримує інституційне пояснення. Наприклад, страйки вчителів приймаються як один з показників довгому ланцюгу процесів професіоналізації частини працівників освіти.

#### Функціоналізм
Функціоналізм визначає освіту як соціальний інститут суспільства, а його провідну функцію — підтримання зв'язку між особою і суспільством заради цілісності останнього. Багато видатних соціологів ставили перед галуззю типово функціоналістські завдання: вивчати передачу знання, моралі і поведінкових норм, що служить підтримці порядку і рівноваги у суспільстві; пояснити соціальні форми, природу груп і процесів в освіті.
У рамках структурно-функціонального аналізу розроблялась універсальна схема, яка розкриває структуру соціальних систем. У ній інститут освіти, будучи одним з основних елементів соціальної структури, забезпечує відтворення моделі системи (Т. Парсонс). Були виділені функції освіти, в тому числі явні і латентні, феномени дисфункції, мережевого балансу і функціональних альтернатив (Р. Мертон), розглянуті передача та збереження домінантної культури (Р. Дрібін). Це допомогло зрозуміти на макро-і мікрорівні механізми утворення освітою особливих інтересів соціальних класів або організацій, а також її роль у динаміці приписуваних і досяжних статусів.
У відомих роботах Парсонса з проблем освіти критики виявляють такі недоліки:
1. рольова структура в освіті показана як щось дане, а соціальні статуси як переважно досяжні;
2. не надають належного значення виникненню і закріпленню приписуваних статусів і механізмам соціальної селекції в освіті;
3. визнання єдності стартових можливостей дітей на основі середніх рівнів фінансування шкіл і характеру програм є помилковим і недооцінює, зокрема, селективні властивості дошкільної соціалізації;
4. розміри навчальної групи і формальні норми не виключають використання вчителями партикулярних критеріїв під час розподілу ролей і оцінювання учнів.

Особливої гостроти дискусіям додали дослідження наслідувальних здібностей дітей з різних соціальних груп, у зв'язку з їх шкільною успішністю (А. Дженсен). Робився висновок, що успішність мало залежить від якості 10-тестів: 80 % варіацій успіхів дітей пояснюється генетичними факторами, що не залежать від школи, і лише 20 % — умовами соціального мікросередовища. Цим заперечувалась можливість використання школи для зменшення нерівності і руху до егалітарного суспільства, також надавалася пояснення теоріям репродукції та новим обвинуваченням даного підходу в консерватизмі.
Структурно-функціональний аналіз, на думку критиків, був зосереджений на макрорівневих проблемах суспільства і організацій, не вдавався в процеси на мікрорівні, наприклад, в соціальні взаємодії і динаміку в навчальному класі. Його прихильникам не вдалося виявити різноманітність і конфлікт інтересів та ідеологій в соціально неоднорідному суспільстві, коли кожна група виробляє свою позицію щодо завдань і методів школи. У структурно-функціональному аналізі не розглядалися питання змісту освіти та соціальні ролі учнів і вчителів у системі освіти. Він служив виправданню лише повільних і планованих змін, часом не відображаючи реальних проблем і конфліктів у суспільстві. На думку теоретиків конфлікту, структурно-функціональний аналіз не відповідав завданню розвитку соціології освіти, оскільки був орієнтований на ідеї рівноваги і збереження «статусу кво», що є не властиві природі освіти.
З 1970-х років розвивалися неофункціоналістські теорії соціальної ентропії (К. Бейлі), адаптації (М. Файа), теорія систем (Н. Луман), порівняльно-історичний аналіз освітніх систем (М. Арчер), теорія диференціації (Дж. Александер, П. Коломиї). Неофункціоналізм тоді представляв одну з великих течій в зарубіжній соціології освіти. Йому протистояв критичний напрям, в центрі якого — теорія конфлікту.

## Поняття соціології освіти

### Основні поняття

#### Виховання
Цілеспрямоване формування особистості з метою підготовки її до участі у громадському та культурному житті відповідно до соціокультурних нормативних моделей.

#### Школа
Навчальний заклад, зазвичай початкової або середньої освіти, але також іноді й вищої (приміром, Вища школа бізнесу) або спеціальної (до прикладу, Київська школа економіки). У сучасному світі школа грає визначальну роль у здійсненні права на освіту. Школа — основний інститут загального навчання. Зміст навчання та виховання в школі залежать від економічного і культурного розвитку суспільства.

#### Вищий навчальний заклад
Освітній, освітньо-науковий заклад, який заснований і діє відповідно до законодавства про освіту, має один з чотирьох рівнів акредитації, реалізує відповідно до наданої ліцензії освітньо-професійні програми вищої освіти за певними освітніми та освітньо-кваліфікаційними рівнями, забезпечує навчання, виховання та професійну підготовку осіб відповідно до їх покликання, інтересів, здібностей та нормативних вимог у галузі вищої освіти, а також здійснює наукову та науково-технічну діяльність.

#### Навчальний процес
Являє собою чітку систему по організації роботи навчального закладу. Він має власну структуру та складається з певних елементів, зокрема таких як мета, навчальна інформація, засоби педагогічної взаємодії суб'єктів викладання й учіння, форми їхньої взаємодії тощо.

### Поняття соціології освіти в Огюста Конта

#### Вища народна освіта
Нова система освіти, яка базуючись на вдосконаленій системі загального виховання і процесах поступового духовного перетворення, має вивести тогочасне суспільство з кризового стану.

#### Масовізація освіти
Процес поширення в масах, при чому перш за все в трудових масах, оскільки тогочасна соціально-економічна ситуація (індустріалізація) значно збільшила пролетарський сегмент, який, на думку Конта, більше ніж будь-який інший клас природно пристосований розуміти і особливо відчувати дійсні моральні начала, який, хоч, і не в змозі звести їх до чіткої системи, а, по-друге, мусив бути освіченим, оскільки мусив стати опорою для духовної влади.

#### Системність освіти
Структурованість освіти, тобто те, що вона складається із домашньої естетичної та систематичної інституціональної складових, які, поєднуючи моральне домашнє виховання та соціалізаційний шкільний потенціал, ведуть до вивчення 5 наук (математика, астрономія, фізика, хімія, біологія) за історичними (послідовність виникнення) та догматичними принципами; кінцева мета виховання – вивчення науки соціології, головної науки.

#### Виховна освіта
Освіта має своїм призначенням загальне виховання, яке змінює, попри будь-якій іншій тенденції, її характер та напрямок.

### Поняття соціології освіти у творчості Герберта Спенсера

#### Системність освіти
Представлення освіти і виховання у вигляді діяльності, що (розташовані у порядку спадання їх значимості):
- Слугують безпосередньому збереженню індивіда
- Опосередковано слугують самозбереженню
- Метою яких є виховання майбутнього покоління
- Пов'язані з підтримкою соціальних і політичних відносин
- Змішані види діяльності, які наповнюють дозвілля, присвячені задоволенню смаків та почуттів

#### Виховання
«Підготовка до певного життя», що включає:
- «навчанням всім тим знанням і відомостям, які необхідні для успішної само підтримки та підтримки сім'ї»;
- «передбачає розвиток здібностей у тому напрямі, щоб зробити для людини доступнішими всі радощі, які можливо почерпнути у природи та людини».

При цьому, виховання не є простим механізмом передачі певного набору знань і навичок. Воно повинне сприяти розвитку особистості.

#### Світськість освіти
Відокремлення освіти світської від освіти теологічної та теософської. Одначе Спенсер не наголошував на повному поглинанні світською освітою регілійної освіти, а робив акцент на складній системі взаємозв'язків освіти релігійної, яка, хоч і відходить у минуле, проте все ще залишається доволі впливовою в освітній сфері.

#### Структурованість знання
Структура знання складається із:
1. Природничо-наукового
2. Гуманітарного
3. Технічного

### Поняття соціології освіти у Маркса та Енгельса
Освіта – система норм та положень, яка:
- функціонально опосередковує формування і, власне, формує та відтворює соціально-економічні відносини у суспільстві (капіталістичні відносини);
- відтворює специфічну для капіталізму робочу силу таким чином відтворює капіталістичний спосіб виробництва.

Зміст освіти визначається характером праці в межах капіталістичного виробництва.
Ідеологічність освіти – духовне втілення пануючим класом певних виробничих матеріальних відносин через систему освіти; тобто представлення пануючим класом свого інтересу як загального інтересу для всіх членів суспільства.
Класовість освіти – характеристика освіти в капіталістичному суспільстві, коли внаслідок розділення суспільства на певні прошарки відбувається монополізація освіти привілейованими класами, внаслідок чого освіта легітимізує і відтворює класову відмінність.

## Освіта
Освіта володіє всіма ознаками соціального інституту. Тобто вона передбачає особливим чином організовану ієрархізовану рольову діяльність, що спирається на специфічні структури (організації), нормативно-ціннісні системи їхнього функціонування, які надають сталості і визначеності суспільним відносинам стосовно збереження та передачі соціального досвіду та формування певного типу особистості.
Як її основні елементи можна виділити навчально-виховні заклади як соціальні організації, соціальні спільності (педагоги і учні), навчальний процес як вид соціокультурної діяльності.
Специфічні риси освіти як соціального інституту:
- Соціально значущі функції підпорядковані суспільним потребам.
- Види і форми освітніх організацій, особливості їх функціонування.
- Наявні певні групи осіб, які професійно здійснюють функціонування інституту, статус цих осіб у суспільстві.
- Регулярне функціонування освітніх організацій і персоніфіковані об'єкти діяльності.
- Постійні процеси вдосконалення соціального інституту освіти.
- Спеціальні методи освітньої діяльності (навчання, виховання, оцінювання).
- Свідомо поставлені цілі.
- Планомірний, систематичний характер реалізації процесів соціалізації.
- Змістовний характер освіти.
- Використання освіти як механізму запобігання соціально небажаним впливам.
- Зорієнтованість освітньої діяльності на майбутнє.